# منتخب ليتوانيا للكرة اللينة للسيدات
منتخب ليتوانيا للكرة اللينة للسيدات هو ممثل ليتوانيا الرسمي في المنافسات الدولية في كرة لينة للسيدات
.